# Бовилле-Эрника
Бовилле-Эрника (итал. Boville Ernica) — коммуна в Италии, располагается в регионе Лацио, подчиняется административному центру Фрозиноне.
Население составляет 8869 человек, плотность населения составляет 317 чел./км². Занимает площадь 28 км². Почтовый индекс — 03022. Телефонный код — 0775.
Покровителем населённого пункта считается San Pietro Ispano. Праздник ежегодно празднуется 11 марта.